# Кононов, Борис Семёнович
Борис Семёнович Кононов (23 ноября 1930—1997) — хозяйственный и научный деятель, кандидат технических наук (1972), директор ряда ведущих приборостроительных заводов. Дважды лауреат Государственной премии СССР (1970, 1981).

## Биография
Родился в 1930 году в посёлке Кемского лесозавода Шальского района Вологодской области.
В 1953 году окончил Ленинградский институт авиационного приборостроения (ныне — ГУАП).
В 1963—1972 годах возглавлял Мичуринский приборостроительный завод «Прогресс». Как директор и учёный в области самолётостроения, заложил ряд принципиально новых направлений и технологий производства. Кононов — организатор серийного производства электронных блоков для автопилотов. При нём завод участвовал в лунной программе — изготавливал некоторые детали для лунохода Луна-17.
С декабря 1972 стал первым директором Опытного завода АН СССР в п. Черноголовка Московской области, где работал по 1986 год, затем — директором Московского предприятия «Точприбор».
Скончался в 1997 году.

## Награды и премии
- Государственная премия СССР (1970) — за освоение Мичуринским заводом «Прогресс» выпуска приборов, входящих в конструкцию лунных аппаратов Луна-17
- Государственная премия СССР (1981) — за разработку, создание и внедрение комплекта приборов для микрохирургии глаза и изучения электронных характеристик живой клетки.
- Орден Трудового Красного Знамени (1981)